# Black Mountain Side
Black Mountain Side ist ein Instrumental der britischen Rockband Led Zeppelin, 1969 veröffentlicht auf ihrem Debütalbum Led Zeppelin. Der Song wurde in den Olympic Studios in London im Oktober 1968 aufgenommen.

## Struktur des Songs
„Black Mountain Side“ ist inspiriert von einem traditionellen Irish-Folk-Song namens „Down by Blackwaterside“. Das Gitarrenarrangement folgt sehr eng Bert Janschs Version dieses Songs, welche 1966 auf seinem Album Jack Orion veröffentlicht wurde. Dieses Arrangement lernte Al Stewart nach einem Auftritt von Jansch und brachte es wiederum Jimmy Page bei, als dieser Sessionmusiker für Stewarts Debütalbum war.
Am Anfang des Songs wird der vorherige Song auf Led Zeppelin, „Your Time Is Gonna Come“, ausgeblendet. Es ist ein schnelles Gitarrenlick zu hören, das bei 114 Schlägen pro Minute den ganzen Song stützt. Page tat das um den Klang einer Sitar zu imitieren, was auch die tiefere Stimmung mit DbAbDbGbAbDb unterstützt. Page spielte eine geliehene Gibson J-200 Akustikgitarre für diese Aufnahme. Um den indischen Charakter des Songs zu fördern, spielte Schlagzeuger und Sitarist Viram Jasani auf diesem Titel.
Die allgemeine östliche Atmosphäre des Songs verleitete den Autor William S. Burroughs zu einer Empfehlung an Jimmy Page über die Musik von Led Zeppelin:

“[I] did a joint interview with William Burroughs for Crawdaddy magazine in the early Seventies, and we had a lengthy discussion on the hypnotic power of rock and how it paralleled the music of Arabic cultures. This was an observation Burroughs had after hearing "Black Mountain Side", from our first album. He then encouraged me to go to Morocco and investigate the music first hand, something Robert [Plant] and I eventually did.”

„[Ich] machte ein gemeinsames Interview mit William Burroughs für das Crawdaddy-Magazin in den frühen Siebzigern, und wir hatten eine lange Diskussion über die hypnotische Kraft von Rock und den Parallelen zur Musik von arabischen Kulturen. Das war eine Beobachtung, die Burroughs nach dem hören von "Black Mountain Side" von unserem ersten Album gemachte hatte. Er ermunterte mich dann nach Marokko zu gehen und die Musik aus erster Hand zu erkunden, was Robert [Plant] und ich schließlich taten.“

## Live-Auftritte
Wenn der Song auf Led Zeppelin Konzerten gespielt wurde, war es normalerweise als Teil von Jimmy Pages Instrumental „White Summer“, in Form eines kombinierten Arrangements „White Summer-Black Mountain Side“ mit einer Länge von ungefähr 11 Minuten. Page wollte während der beiden Songs auf einem Hocker sitzen und spielte sie gewöhnlich auf einer 1959 Danelectro DC „Double Cutaway“ Gitarre, die anders gestimmt war als seine bevorzugte Gibson Les Paul. Diese Songs wurden von der Band genutzt um Pages Fähigkeiten als Gitarrist zu präsentieren, da er meistens völlig allein spielte, abgesehen von einigen Schlagzeugeinwürfen von John Bonham am Ende des Songs. Die Kombination von „White Summer“/„Black Mountain Side“ wurde erstmals auf einem Konzert in Fillmore West in San Francisco am 10. Januar 1969 aufgeführt.
Der Song war Teil der Setlist von Led Zeppelin bis zu ihrer fünften US Tour 1970. Jahre später wurde er für ihre US Tour von 1977, Konzerte 1979 und die Europa-Tour von 1980 zurückgebracht. „Black Mountain Side“ wurde auf dieser letzten Tour auch als Intro von „Kashmir“ benutzt.
Eine Live-Version vom Auftritt in der Royal Albert Hall im Jahr 1970 ist auf der Led Zeppelin DVD zu sehen. Eine ähnliche Version, höchstwahrscheinlich von den Playhouse Theatre Sessions vom 27. Juni 1969, ist auf der längeren Version von Coda, einem 1982 erschienenen Album mit Outtakes. In diesem Arrangement wird der „White Summer“-Teil für ungefähr acht Minuten gespielt und „Black Mountain Side“ ist in der Mitte zu hören.
Page spielte später eine Version von diesem Song mit The Firm, einer Band, die er mit Paul Rodgers gegründet hat.

## Besetzung
- Jimmy Page – Gitarre
- Viram Jasani – Tabla